# Mare de Déu del Pilar de Can Masponç
La Mare de Déu del Pilar és la capella particular del mas de Can Masponç, del terme municipal de Bigues i Riells, al Vallès Oriental, dins de l'àmbit de l'antic poble de Bigues.
Es tracta d'una capella petita, d'una sola nau, situada al costat mateix del mas, en el seu costat meridional. Pel seu costat de ponent toca al Torrent Masponç.